# 米津通政
米津 通政（よねきつ みちまさ）は、江戸時代中期から後期にかけての大名。武蔵国久喜藩5代藩主、出羽国長瀞藩初代藩主。官位は従五位下・出羽守、播磨守。

## 略歴
寛延3年（1750年）、久喜藩4代藩主・米津政崇の長男として誕生した。明和4年（1767年）、父の隠居で家督を継ぐ。
寛政10年（1798年）7月6日、所領の6,400石を出羽長瀞に移されたため、米津氏は久喜藩から長瀞藩となった。通政は藩政において、農業を奨励して荒地を開発し、藩法である14か条を制定した。
寛政11年（1799年）12月8日、家督を長男の政懿に譲って隠居した。文政2年（1819年）6月13日、死去。享年70。

## 系譜
父母
- 米津政崇（父）

正室
- 本多忠可の養女、近藤英用の娘

子女
- 米津政懿（長男）
- 中山信敬の養女 ー 角倉玄匡室